# 용연계곡
용연계곡은 대한민국 강원특별자치도 강릉시 사천면 사기막리, 운계봉(530m)과 황병산자락 천마봉(1,015m) 사이의 사천천을 따라 형성된 계곡이다. 전체길이는 약 6km이다. 2013년 3월 21일 대한민국의 명승 제106호로 지정되었다.

## 개요
용연계곡은 하천의 침식·운반·퇴적작용과 풍화로 형성된 화강암 지형이 잘 발달된 곳으로 소규모 폭포(瀑布), 폭호(瀑湖), 담(潭), 소(沼) 등의 하천지형·암석하상·자갈하상이 연이어 펼쳐져 주변의 울창한 수목과 어우러져 매우 수려한 자연경관을 보여주는 지질·지형적 가치가 우수하다.
용연계곡은 하류에서 상류부까지 약 6km정도이며, 계곡 최상류에는 높이 약 20m의 2단으로 형성된 수려한 '양지폭포'가 있어 계곡의 절정미를 이루고 있으며, 계곡 하류를 향하여 계속되는 수많은 소와 폭포는 계곡의 아름다운 자연경관을 보여주며, 가을에는 계곡 암반사이로 쉼없이 흐르는 초록빛 맑은 물과 계곡 주변의 짙게 물든 단풍과 어우러져 매우 아름다운 모습을 보여주고 있다.
용연계곡 일원은 신라시대 자장율사가 창건한 것으로 알려지고 있는 용연사가 있으며, 용연사의 불교문화와 용연계곡의 용소에서 거행하는 마을 전통제례문화행사, 사기막리 일원의 요업문화 등 역사문화적 요소도 가치가 큰 곳이다.

## 참고 문헌
- 용연계곡 - 국가유산청 국가유산포털